# Grande Fome de 1315–1317

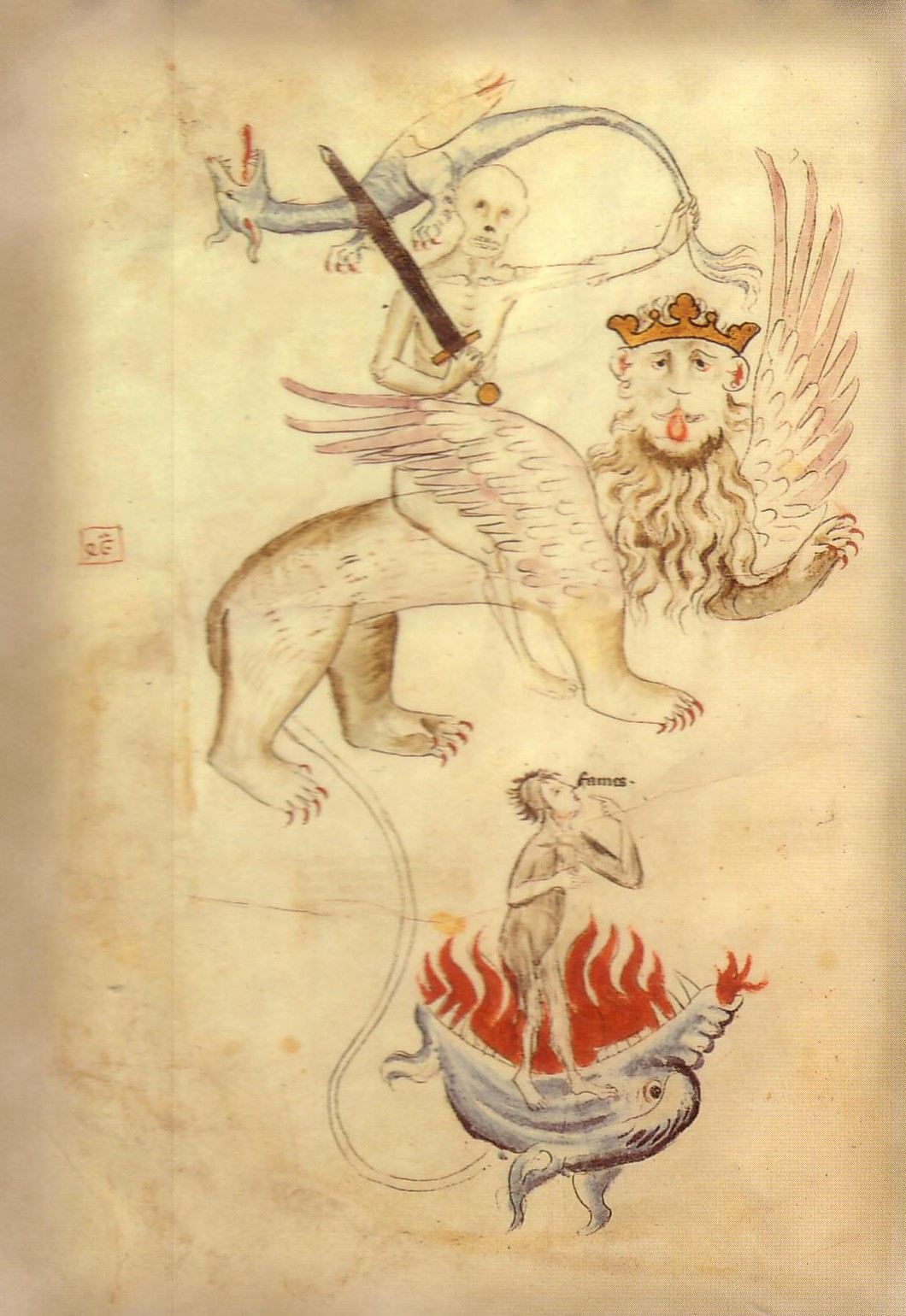
Do Apocalipse na Biblia Pauperum iluminado em Erfurt em torno da época da Grande Fome. A morte situa-se ao lado de um leão cuja longa cauda termina em um caldeirão flamejante (Inferno). A fome aponta para sua boca faminta.

A Grande fome de 1315-1317 na Europa (ocasionalmente datada como 1315-1322) foi a primeira de uma série de crises sociais em larga escala que atingiram a Europa no início do século XIV, causando milhões de mortes por um grande número de anos, marcando assim o fim de um período anterior de prosperidade no continente durante o século XIII. Iniciando com um tempo ruim na primavera de 1315, a alteração climatológica acabou por promover quebras universais das colheitas entre a primavera de 1315, acentuando-se no verão de 1316 até ao verão de 1317. A Europa não se recuperou totalmente até 1322. Foi um período marcado por níveis extremos de crimes, doenças, mortes em massa e infanticídio. Houve consequências para a Igreja Católica, os Estados nacionais, a demografia do continente a sociedade europeia como um todo. A grande fome de 1315 auxiliou a potencializar as futuras calamidades do século XIV.

## Contexto
| When God saw that the world was so over proud, He sent a dearth on earth, and made it full hard. A bushel of wheat was at four shillings or more, Of which men might have had a quarter before.... And then they turned pale who had laughed so loud, And they became all docile who before were so proud. A man's heart might bleed for to hear the cry Of poor men who called out, "Alas! For hunger I die ...!"— Poema de Eduardo II, c. 1321. | Quando Deus viu que o mundo era demasiado orgulhoso, Ele enviou uma escassez à Terra e a tornou áspera. Um alqueire de trigo foi a quatro xelins ou mais, Do que os homens possam ter tido um quarto antes .... E então pálido ficou quem ria tão alto, E dóceis se tornaram quem antes era tão orgulhoso. O coração de um homem pode sangrar por ouvir o choro Dos pobres homens que gritavam, "Ai! Para fome eu morro ...!"— Tradução livre Eduardo II ...Edição em pt/Br. |

A fome no contexto medieval europeu significava que as pessoas morriam de fome em larga escala. Apesar de brutais, fomes eram ocorrências familiares na Europa medieval. Por exemplo, fomes localizadas ocorreram fartamente na França durante o século XIV. Na Inglaterra, o mais próspero reino afetado pela Grande Fome, houve fomes em 1315-1317, 1321, 1351, 1369 e além. Para a maioria das pessoas não havia o suficiente para comer e a vida era relativamente curta. De acordo com os registros da Família Real Britânica, a melhor e mais abonada da sociedade, a expectativa de vida média em 1276 era de 35,28 anos. Entre 1301 e 1325, durante a Grande Fome, era de 29,84 anos, enquanto que durante a Peste Negra ela caiu para 17,33 anos.
A Grande Fome foi restrita ao norte da Europa, incluindo as ilhas Britânicas, norte da França, os Países Baixos, Escandinávia, Alemanha e Polônia ocidental. Ela também afetou alguns Países bálticos, exceto o extremo leste, que foi afetado apenas indiretamente. A fome fazia fronteira com os Alpes e Pirenéus.
Durante o período quente medieval (período antes de 1350) houve uma explosão demográfica na Europa, atingindo níveis que em alguns locais não se repetiriam até o século XIX (partes da França hoje são menos populosas que no início do século XIV). Porém, as taxas de produção de trigo (o número de sementes que uma pessoa poderia consumir por semente plantada) estava em queda desde 1280 e os preços dos alimentos subindo. Em uma situação de bom tempo, a taxa era de 7:1, enquanto nos anos ruins descia até 2:1, isto é, para cada semente plantada, duas sementes eram colhidas, uma para o ano que vem, e uma para alimentação. Por comparação, a agricultura moderna possui taxas de 200:1 ou mais.
Houve uma piora catastrófica no tempo durante o período medieval que coincidiu com início da Grande Fome. Entre 1310 e 1330, o norte europeu teve um dos mais longos períodos de tempo ruim de toda Idade Média, caracterizado por invernos severos e verões frios e chuvosos. Padrões de tempo instáveis, a inaptidão dos governos medievais em tratar de crises e níveis populacionais demasiadamente grandes, fazia desta uma época com grande possibilidade de uma crise em grande escala.

## A Grande Fome

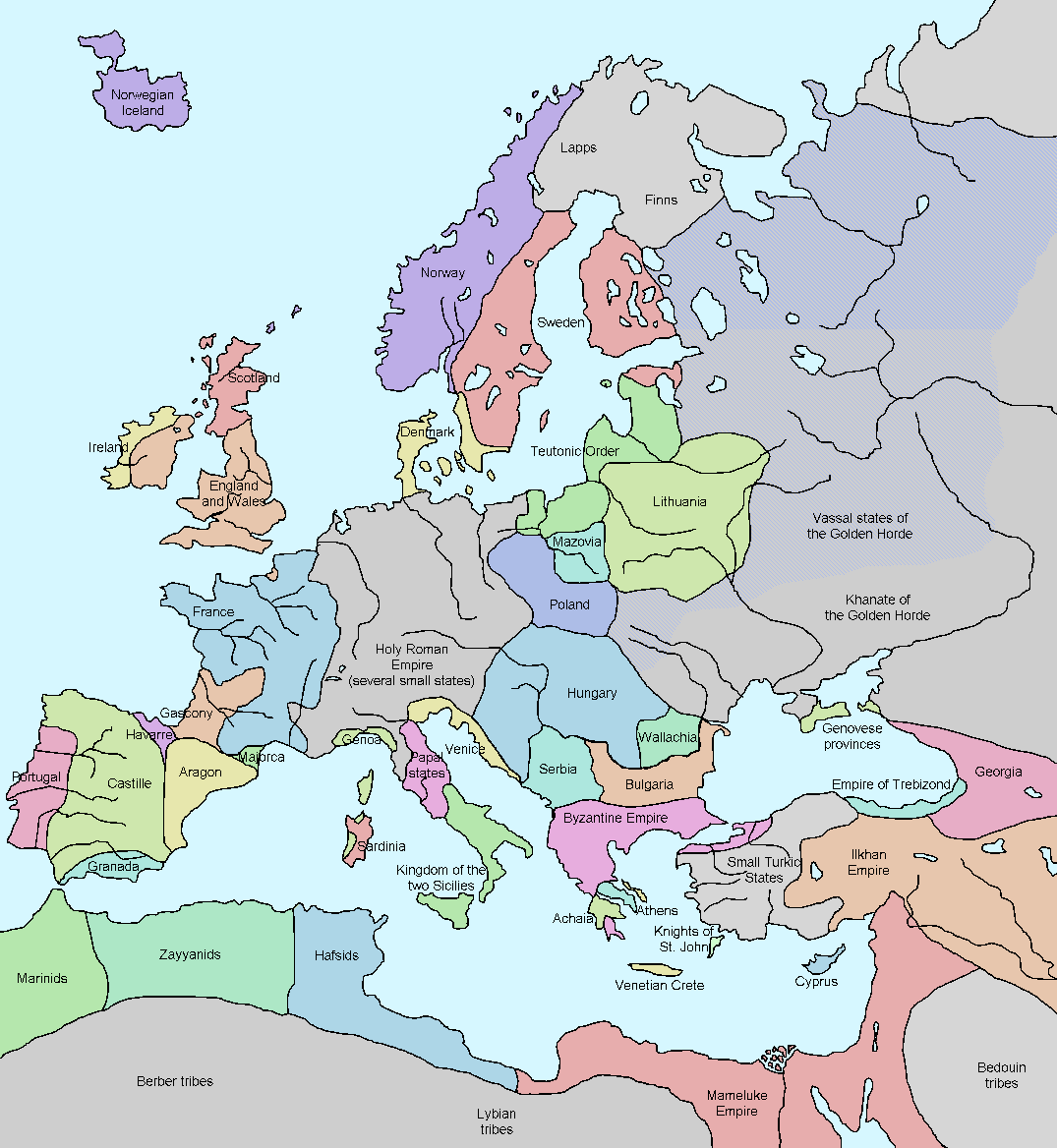
Europa em 1328.

Na primavera de 1315, chuvas acima do normal caíram na maior parte da Europa. Pela primavera e verão, continuou chovendo e a temperatura se mantinha fria. Nestas condições os grãos não germinavam. Os grãos foram levados para silos em urnas e potes. Os alimentos para os animais não podiam ser curados, então não existia ração para o gado. Os preços dos alimentos começaram a subir. Os preços na Inglaterra dobraram entre a primavera e o meio do verão. O sal, a única maneira de curar e preservar carne, era difícil de se obter, porque a água não evaporava no tempo úmido: ele pulou de 30 para 40 xelins. Na província da Lorena, o trigo subiu 340% e os camponeses não podiam mais pagar pelo pão. Estoques de grãos para emergências de longo prazo eram limitadas apenas para nobres e lordes. Mesmo diante às pressões populacionais, ainda assim colheitas acima da média demonstravam que alguns passariam fome. Pessoas começaram a colher raízes comestíveis, plantas e castanhas, entre outros alimentos, nas florestas.
Existe um número de incidentes documentados que mostram a extensão da fome. Em um deles, Eduardo II, parou em St. Albans em 10 de agosto de 1315 e não havia pão para ele nem para sua corte. Foi uma das raras ocasiões que o Rei da Inglaterra ficou sem comer. Os franceses, sob comando de Luís X, tentaram invadir Flandres, mas sendo uma região dos Países Baixos, os campos estavam tão ensopados que seu exército atolou e foi obrigado a bater em retirada, queimando as provisões que não conseguiam carregar.
Na primavera de 1316, continuava chovendo sobre uma população europeia desprovida de energias e reservas para se sustentar. Todos os segmentos da sociedade, dos nobres aos camponeses, foram afetados, mas especialmente os camponeses, que representavam 95% da população, e que não possuíam rede de segurança social. Para prover algum alívio, o futuro foi sacrificado, matando animais de reprodução, consumindo sementes de plantação, abandonando as crianças (veja-se João e Maria), e, entre os idosos, voluntariamente negar alimentos para dar esperança para as gerações jovens sobreviverem. As crônicas da época descrevem muitos incidentes de canibalismo.
O pico da fome foi atingido em 1317 quando o tempo úmido acabou. Finalmente, no verão, o tempo voltou ao seu padrão normal. Porém, as pessoas estavam tão enfraquecidas por doenças como pneumonia, bronquite e tuberculose, e muito dos estoques de sementes haviam sido consumidos, que apenas em 1325 que os níveis de alimentos voltaram para condições relativamente normais anteriores à fome. Historiadores debatem o número de fatalidades, mas é estimado que entre 10%-25% da população de muitas cidades e vilas pereceram. Enquanto a Peste Negra (1338-1375) mataria mais em números reais, para muitos, a Grande Fome foi pior, na questão social da calamidade. Enquanto a peste aniquilava uma área em alguns meses, a Grande Fome castigou por anos, arrastando o sofrimento das pessoas que lentamente morriam de fome, enfrentavam canibalismo, infanticídio e crime descontrolado.
Os padrões anormais de tempo foram similares aos encontrados em eventos de erupção vulcânica, como o Monte Tambora em 1816 que causou o Ano Sem Verão na Europa. É reportado que houve uma erupção no Monte Pinatubo em 1315.

## Consequências
Esta "grande fome" recebeu seu nome não somente pelo número de mortos, pela extensa área geográfica afetada ou por sua duração, mas sim também por suas consequências a longo prazo.

### Igreja
A perda de prestígio da Igreja Católica foi uma das principais casualidades. Numa sociedade em que a religião era o principal recurso diante de uma crise, as orações não surtiam efeito contra as circunstâncias, o que debilitou o prestígio e a autoridade da instituição. Isso ajudou a gerar o clima apropriado para a aparição de movimentos posteriormente condenados como heréticos pela Igreja, porque eles se opuseram ao Papado e culpava a corrupção da Igreja das catástrofes ocorridas.

### Cultural
Na Europa Medieval do século XIV já tinha experimentado a violência social generalizada, e até mesmo, em seguida, punições com a pena de morte, como as violações e os assassinatos foram comprovadamente muito mais comum (especialmente em relação à população) em comparação com os tempos modernos. A fome levou a uma aumento gritante no crime, mesmo entre aqueles que normalmente não inclinado a atividade criminosa, que iria recorrer a todos os meios necessários para sobreviver e alimentar a si mesmo e sua família.
Após a fome, a Europa assumiu uma borda mais dura e mais violenta; tornou-se um lugar ainda mais hostil do que durante os séculos XII e XIII. Isso pode ser visto em todos os segmentos da sociedade, certamente mais marcante na maneira como a guerra foi realizada no século XIV, durante a Guerra dos Cem Anos, onde o cavalheirismo foi posto de lado, ao contrário dos séculos XII e XIII, quando os nobres eram mais propensos a morrer por acidente em torneios ou em jogos do que nos campos de batalha.
A fome também minou a confiança nos governos medievais, que não conseguiram lidar com suas crises resultantes.

### População
A Grande Fome marcou um final claro para um período sem precedentes de crescimento da população que tinha começado em torno de 1050. Embora alguns acreditam que o crescimento já tinha vindo a abrandar por algumas décadas, a fome era, sem dúvida, um término claro de alto crescimento populacional. A Grande Fome viria a ter consequências para eventos futuros, no século XIV, como a Peste Negra, quando uma população já enfraquecida seria atacada novamente.